# Crkvičko Polje
Crkvičko Polje este un sat din comuna Plužine, Muntenegru. Conform datelor de la recensământul din 2003, localitatea are 97 de locuitori (la recensământul din 1991 erau 134 de locuitori).

## Demografie
În satul Crkvičko Polje locuiesc 84 de persoane adulte, iar vârsta medie a populației este de 51,1 de ani (50,0 la bărbați și 52,0 la femei). În localitate sunt 42 de gospodării, iar numărul mediu de membri în gospodărie este de 2,31.
Această localitate este populată majoritar de sârbi (conform recensământului din 2003).
|  |

| Demografie | Demografie | Demografie |
| An         | Locuitori  | Locuitori  |
| ---------- | ---------- | ---------- |
|            |            |            |
|            |            |            |
|            |            |            |
|            |            |            |
| 1948       | 378        |            |
| 1953       | 446        |            |
| 1961       | 447        |            |
| 1971       | 357        |            |
| 1981       | 246        |            |
| 1991       | 134        | 131        |
| 2003       | 100        | 97         |

| \| Componența etnică conform recensământului din 2003[2] \| Componența etnică conform recensământului din 2003[2] \| Componența etnică conform recensământului din 2003[2] \| Componența etnică conform recensământului din 2003[2] \| Componența etnică conform recensământului din 2003[2] \| \| ----------------------------------------------------- \| ----------------------------------------------------- \| ----------------------------------------------------- \| ----------------------------------------------------- \| ----------------------------------------------------- \| \| \| \| \| \| \| \| Sârbi \| Sârbi \| \| 70 \| 72,16% \| \| Muntenegreni \| Muntenegreni \| \| 20 \| 20,61% \| \| Germani \| Germani \| \| 1 \| 1,03% \| \| Iugoslavi \| Iugoslavi \| \| 1 \| 1,03% \| \| necunoscută \| necunoscută \| \| 0 \| 0% \| |              |  |    |        |
| Componența etnică conform recensământului din 2003 |              |  |    |        |
| |              |  |    |        |
| Sârbi | Sârbi        |  | 70 | 72,16% |
| Muntenegreni | Muntenegreni |  | 20 | 20,61% |
| Germani | Germani      |  | 1  | 1,03%  |
| Iugoslavi | Iugoslavi    |  | 1  | 1,03%  |
| necunoscută | necunoscută  |  | 0  | 0%     |